# Francis Yonga
Francis Yonga (* 15. Dezember 1975; † 20. August 2020) war ein kamerunischer Fußballspieler.

## Karriere
In der Saison 1998/99 der 2. Bundesliga kam er in fünf Spielen für Fortuna Düsseldorf zum Einsatz. Seine erste Partie war dabei ein 0:0 beim 1. FSV Mainz 05. Hier wurde er in der 67. Minute für Edvin Murati eingewechselt. Nach dem Abstieg von Düsseldorf kam er dann noch ein paar Mal in der Regionalliga West-Südwest zum Einsatz, machte seine meisten Einsätze aber bei der zweiten Mannschaft in der Oberliga Nordrhein.